# Zdeněk Strobach
Zdeněk Strobach (13. dubna 1850 Praha – 21. dubna 1910 Praha) byl rakouský a český právník a politik, v 2. polovině 19. století poslanec Českého zemského sněmu.

## Biografie
Jeho otec JUDr. Antonín Strobach (1814–1856) byl českým politikem, matka Františka (Francisca), rozená Durasová (1825–1897), byla dcera lékaře. Měl sourozence Johannu (1851–??) a Antonína (1852–??). Jako šestiletému mu zemřel otec.
Zdeněk Strobach vystudoval akademické gymnázium na Starém Městě v Praze a pak absolvoval Karlo-Ferdinandovu univerzitu v Praze, kde roku 1874 získal titul doktora práv. Do roku 1882 pak pracoval v advokátní kanceláři Josefa Stanislava Práchenského coby koncipient a od roku 1883 byl samostatným advokátem. Publikoval také právní odborné studie a přispíval do časopisu Právník. Angažoval se ve veřejném životě. Zasedal ve výboru pro výstavbu Národního divadla v Praze.
V 80. letech 19. století se zapojil i do zemské politiky. V doplňovacích volbách roku 1885 byl zvolen v kurii venkovských obcí (volební obvod Pelhřimov, Pácov, Kamenice, Počátky) do Českého zemského sněmu. Mandát zde obhájil ve volbách v roce 1889. Zastával funkci pokladníka Českého klubu (poslanecká frakce českých poslanců). Od roku 1887 byl náhradníkem zemského výboru. Politicky patřil k staročeské straně a dlouhodobě byl členem jejího výkonného výboru.
V roce 1889 se stal členem vedení Hypoteční banky království Českého a poté, co zemřel Alois Pravoslav Trojan, se stal i ředitelem této banky. Od roku 1902 zasedal ve správní radě Pražské úvěrní banky. Byl rovněž členem správní rady akciového pivovaru v Nuslích a od roku 1901 i předsedou správního výboru staročeského družstva Politika, které vydávalo list Národní politika.
Zemřel náhle v dubnu 1910. Byl pohřben na Olšanských hřbitovech do rodinné hrobky.

### Rodinný život
Dne 10. května 1887 se v Karlíně oženil Emilií (Emmou) Götzelovou (1860–??), dcerou poslance, bývalého karlínského starosty a místního statkáře v Konárovicích. Manželé Strobachovi měli syna Zdeňka (1890–??) a dceru Helenu (1896–??).